# Tiliaphis coreana
Tiliaphis coreana är en insektsart. Tiliaphis coreana ingår i släktet Tiliaphis och familjen långrörsbladlöss. Inga underarter finns listade i Catalogue of Life.